# Замок Кукукштайн
Замок Кукукштайн (нем. Schloss Kuckuckstein) — средневековый замок в немецком городе Либштадт в федеральной земле Саксония. Расположенный на высоком уступе скалы над долиной реки Зайдевиц, он должен был контролировать торговый путь, проходивший из долины Эльбы через восточные отроги Рудных гор в Богемию.

## Расположение
Либштадт расположен в пятнадцати километрах юго-западнее Пирны, в долине между двумя глубокими и узкими долинами рек Готтлойба и Мюглиц. На скале из гнейса на высоте 30 метров над рыночной площадью возвышается замок Кукукштайн.
Под замком в долине находятся бывшая усадьба и замковый сад. Чуть выше располагается то, что раньше было ландшафтным парком в английском стиле.
Главная башня крепости (с тремя лежащими друг на друге подвалами и верхним этажом), дом-ворота и промежуточное звено образуют первый большой двор. По узкому проходу попадаем в малый двор, который образуется трапезной (главный корпус) на юго-западе, «Водным домом» на юго-востоке и зданием кухни с валгангом на северо-востоке.
Замок построен на четырёх уровнях. Самый нижний уровень (подвал и сводчатая крыша в столовом доме) и второй уровень частично высечены в скале. На втором уровне также находится самый нижний свод башни. Третий уровень — основной, он находится на уровне разводного моста. На четвёртом уровне находятся верхние этажи, включающие в себя рыцарский зал и часовню.

## История

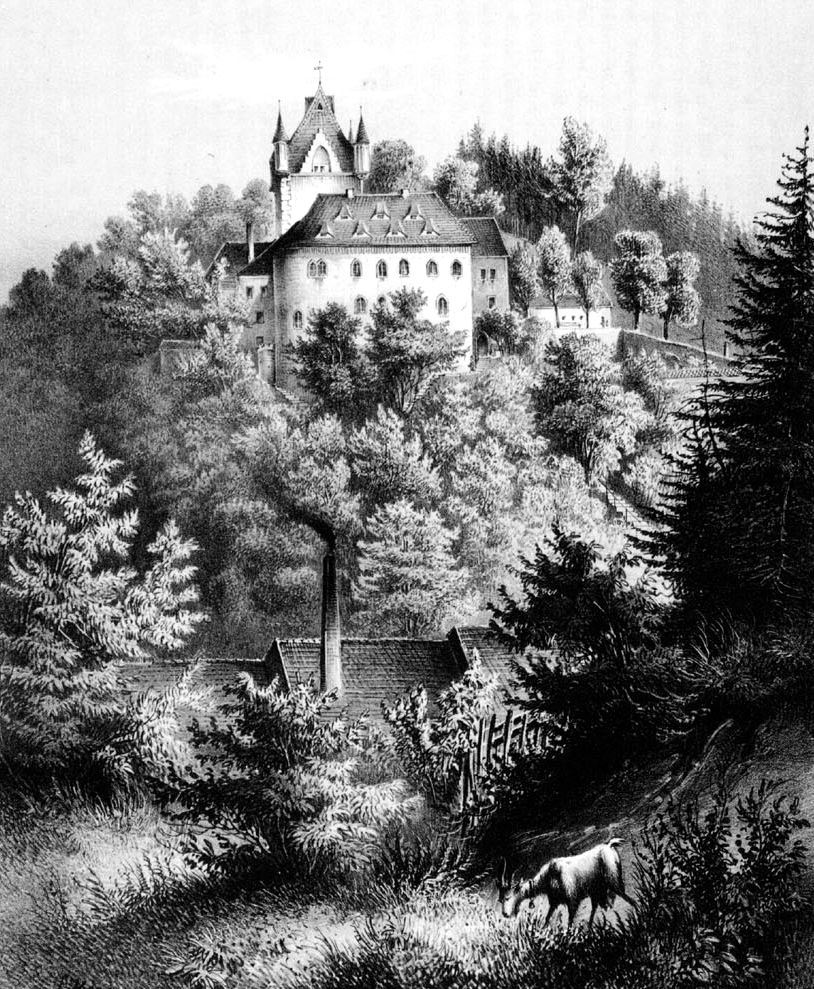
Замок (около 1860 г).

Впервые замок документально упоминается 4 сентября 1410 года. Фридрих I Воинственный, ландграф Саксонии и маркграф Мейсена в междоусобной войне отобрал у бургграфов Доны их владения, в том числе и Либштадт. За военную помощь в этой междоусобице Фридрих подарил братья Гюнтеру и Генриху фон Бюнау земельный надел Доны вместе с замком Везенштайн (1406) и Либштадтом (1410).
Однако, скорее всего и поселение, и замок возникли гораздо раньше, хотя кто из них раньше — неясно. В документе от 19 октября 1286 записано, что владелец Либштадта Отто фон Дона передает городок епископству Мейсен. Замок в этом документе не упоминается, хотя можно предположить, что он уже существовал как город-крепость в стратегически важном месте. Возможно, замок все ещё оставался во владении бургграфов Доны. Скорее всего, город и замок возникли во второй половине XIII столетия. Однако нельзя также исключить, что замок был построен уже от 930 до 940 при Генрихе I как пограничная крепость.
Название Kuckuckstein впервые встречается в 1791 в алфавитном реестре земельных наделов курфюршества Саксония, обладающих прямым голосом в суде и является, предположительно, относительно новое. Дело в том, что вплоть до шестнадцатого века кукушка (Kuckuck) в немецком языке обозначалась словом Gauch. В средневековье кукушка была гербовой фигурой и символизировала бдительность.
Во время войны за земельный надел Доны (1385—1402) замок был разрушен. Реконструкция началась после 1453 года. На фундаменте старого замка был построен новый в стиле Арнольда фон Вестфалена, о чём сообщает надпись на внешней стене дворца.
Во время Тридцатилетней войны Либштадт и замок, как и многие другие немецкие города, часто захватывались и грабились наемниками графа Мельхиора фон Гацфельдт.

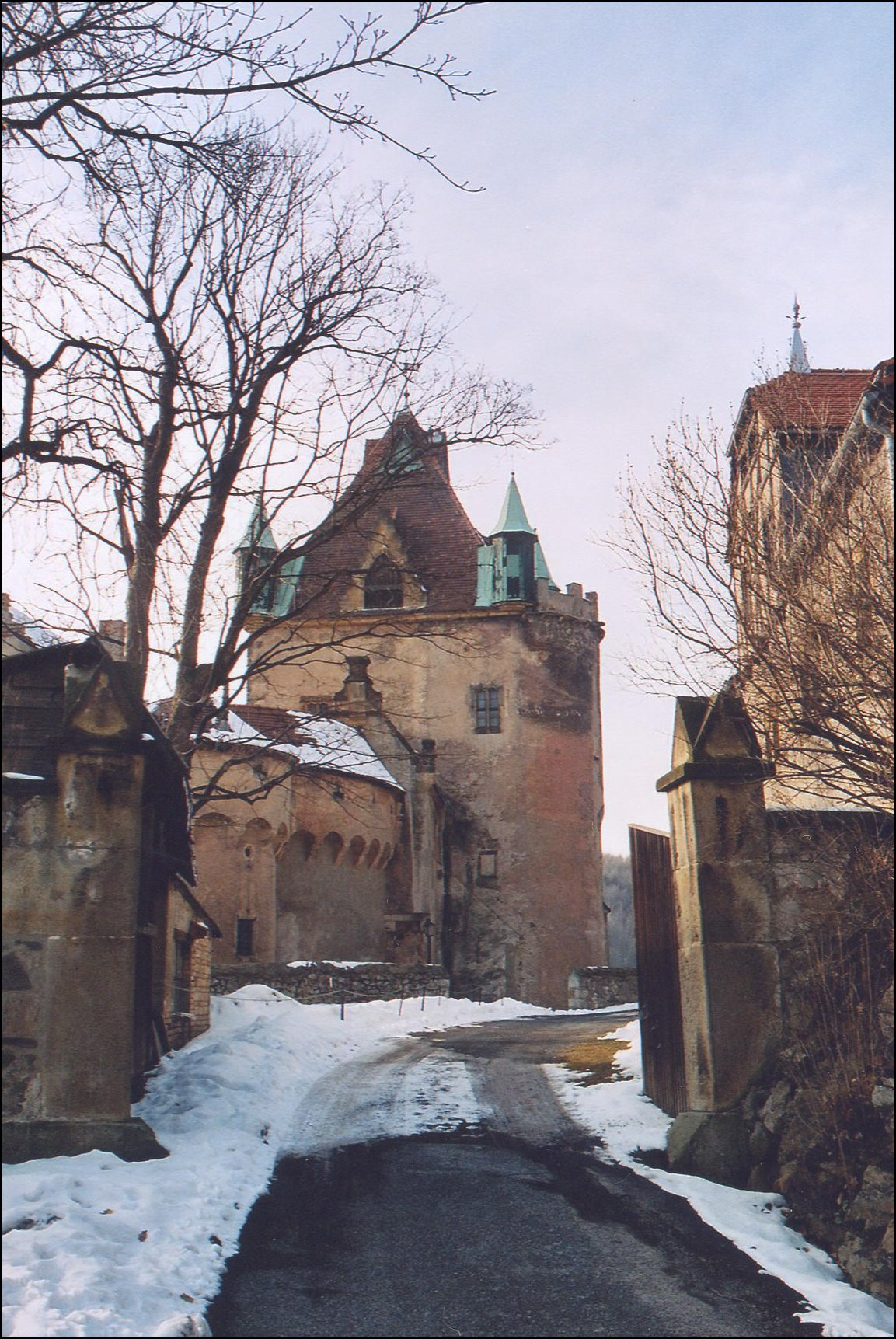
Въезд в замок

Замок принадлежал семье Бюнау более 200 лет. В 1651 году во владение замком вступил подполковник Детлев фон Ведельбуш, второй муж овдовевшей Анны Софии фон Бюнау. После его кончины замок был продан генерал-лейтенанту Кристофу фон Биркхольцу 13 декабря 1694 г . По подтвержденным документальным свидетельствам семья Бикрхольц владела замком до 1741 года. за это время замок был реставрирован в стиле рококо. В последующие годы владельцы замка менялись несколько раз.
В 1775 году в связи с банкротством предыдущего владельца замок продают с молотка. Его покупает присяжный окружной комиссар Ганс Карл Август фон Карловиц, получая вместе с городом и замком деревни Вингендорф, Херберген, Геперсдорф, Дебра и Бертельсдорф, а также окрестные леса, но без права на горно-рудные разработки, которые были проданы ещё в 1492 году герцогу Георгу Бородатому за 700 рейнских гульденов.
За время владения замком, продлившееся до 1931 года, семья фон Каловиц ремонтирует его в романтическом стиле, делая более уютным. Постепенно замок становится центром притяжения интеллектуальной и светской элиты того времени. В 1798 году в замке гостит Новалис, а дрезденский художник Антон Графф в 1805 году рисует портрет Карла Адольфа фон Карловица (1771—1837) и его жены. Карл Адольф спонсировал журнал «Phöbus», выпускаемый Генрихом фон Клейстом. В 1800 году в замке была основана масонская ложа. Помещение для собраний было оформлено в стиле раннего романтизма, а в библиотеке замка хранились ценные масонские письма.
Тихая и спокойная жизнь замка, как и всего региона, закончилась в начале 19-го века. Война Шестой коалиции на территории Саксонии в 1813 году привели к разрушениям, болезням, нужде и бедствию населения. Между Рудными горами и Эльбой шли ожесточенные бои между французской армией и русскими и союзными войсками. 9 сентября 1813 Наполеон I ночевал в замке Кукукштайн. При этом владелец замка, Карл Адольф фон Карловиц был активным противником Наполена и даже поступил на службу в кавалерию Александра I в звании генерал-майора. Однако принять участие в сражениях он не успел, потому что он закончил формирование своего кавалерийского саксонского корпуса только в апреле 1813 года, уже после мартовской капитуляции Парижа.
В течение девятнадцатого финансовые дела членов семьи фон Карловиц постепенно приходят в упадок. Великая депрессия 20-х годов двадцатого века разоряет их окончательно. Замок, большая часть обстановки и обширная библиотека продаются с аукциона за долги. В 1931 году владельцем замка становится Оттомар Хайнсиус Майбург.

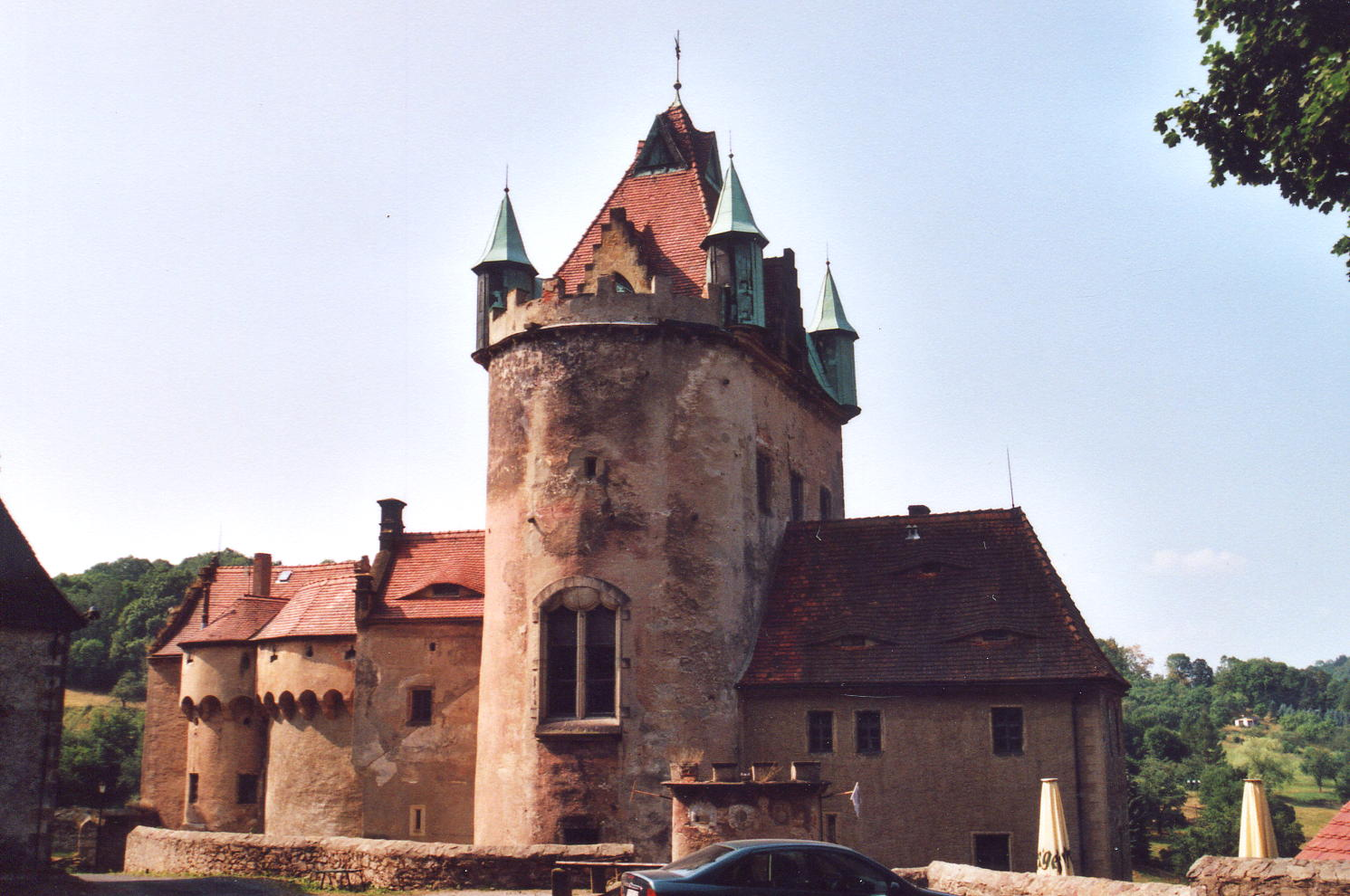
Бергфрид замка Кукукштайн

После Второй мировой войны замок национализируют и передают в ведение министерства сельского и лесного хозяйства, а в 1952 году — в ведение города Либштадт. В 1954 благодаря энтузиазму и стараниям местного учителя Вальтера Джобста в замке был организован краеведческий музей, в котором так же были представлены предметы масонства, такие как знаки лож, фартуки и портреты братьев масонских лож Саксонии.
В 1995 замок снова переходит во владение города Либштадт. Но у города нет средств на содержание замка и осенью 2003 года его выставляют на продажу за 380.000€. Из трех претендентов на покупку в конце концов остался один — австрийский предприниматель и консультант по проблемам менеджмента Ральф Нойнтойфэль. По сообщениям средств массовой информации, он готов был заплатить за замок 300.000€ включая 41.000€ за земельный участок. Но продажа замка не состоялась, потому что сделка не получила одобрения в департаменте защиты исторического наследия Саксонии.
В 2006 году городской совет Либштадта вновь выставил замок на продажу. Михаэль Граф фон Плеттенберг, инженер-проектировщик из Людвигсбурга, предложил вести переговоры; департамент защиты исторического наследия вместе с товариществом замка Кукукштай и ассоциацией развития туризма округа Бад-Готлойба-Берггисхюбель предложили символические 3 евро. Гюнтер фон Бюнау, потомок первых владельцев замка, предложил 128.000 евро; Ральф Нойнтойфэль, которому отказали три года назад, предложил 155.000 евро. Поскольку это было самое большое предложение, 4 июля 2006 года городской совет подписал договор с австрийцем договор купли-продажи, обязав инвестировать в реставрацию замка не менее 500.000 евро до 2012 года и после завершения реставрации частично открыть замок для посещения. В 2012 году городской совет города Либштадт, который в свое время не нашёл средств для поддержания уникального краеведческого музея, созданного ещё во время ГДР, и средств для минимальной защиты замка от дальнейшего разрушения, обвинил Ральфа Нойнтойфэля в несоблюдении условия о реконструкции и обратился в суд Дрездена с иском о признании сделки купли-продажи недействительной. В июне 2018 года иск был удовлетворен, право собственности на замок вернулось к городу Либштадт и вскоре замок был снова продан частному лицу.

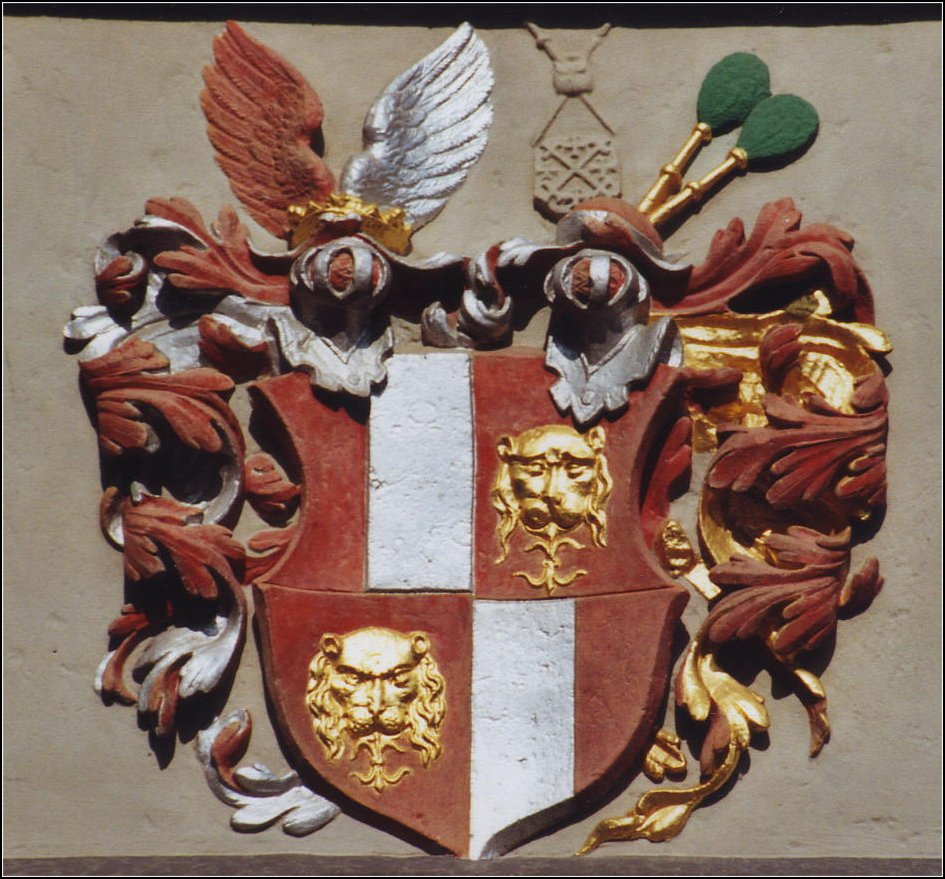
Герб семьи фон Бюнау (над входными воротами замка Везенштайн)

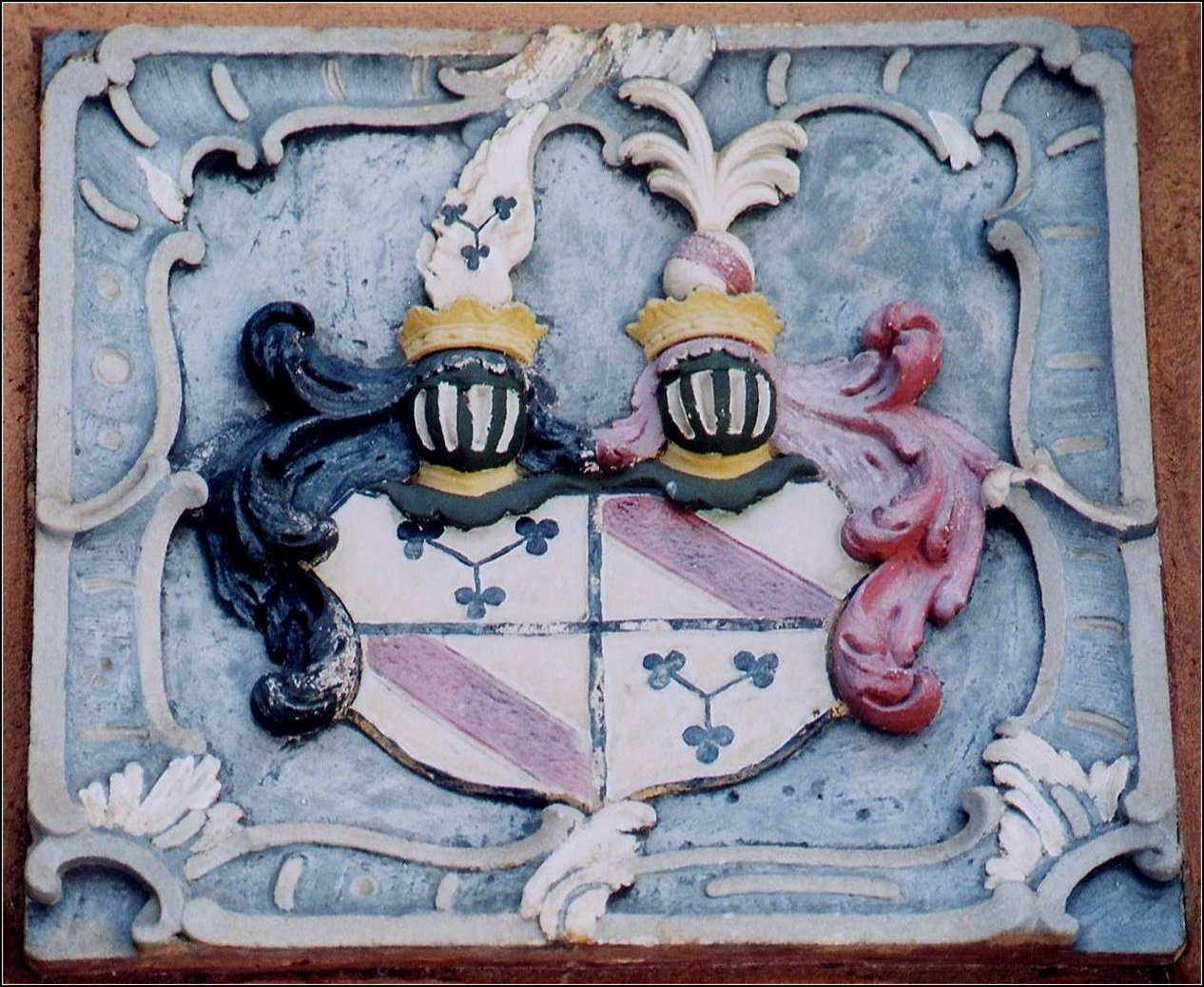
Герб семьи фон Карловиц (над подъемным мостом в замке Какукштайн)

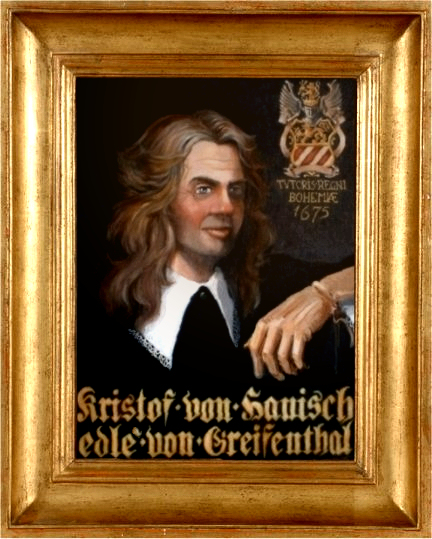
Кристоф фон Ханиш

## История строительства

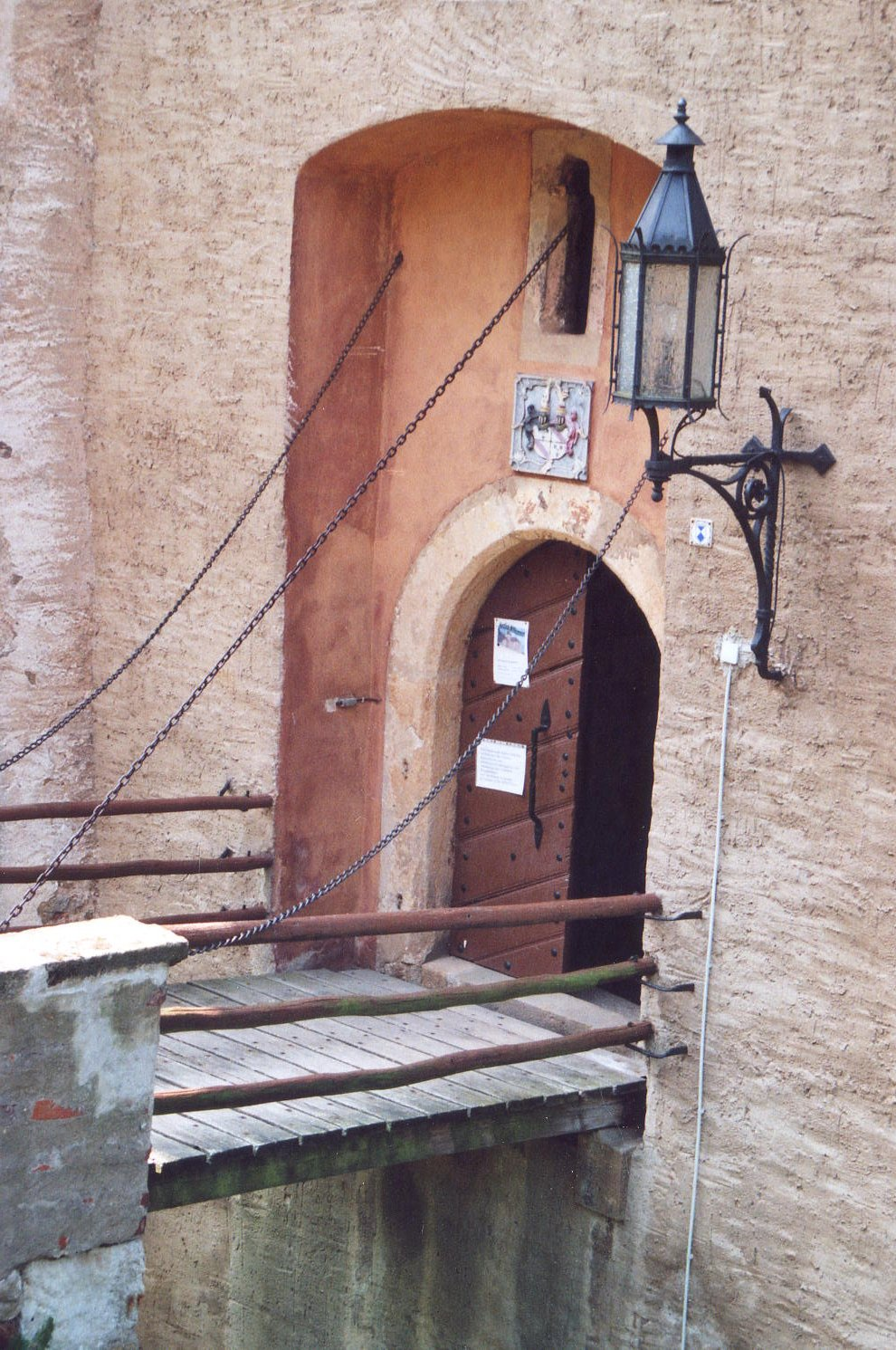
разводной мост

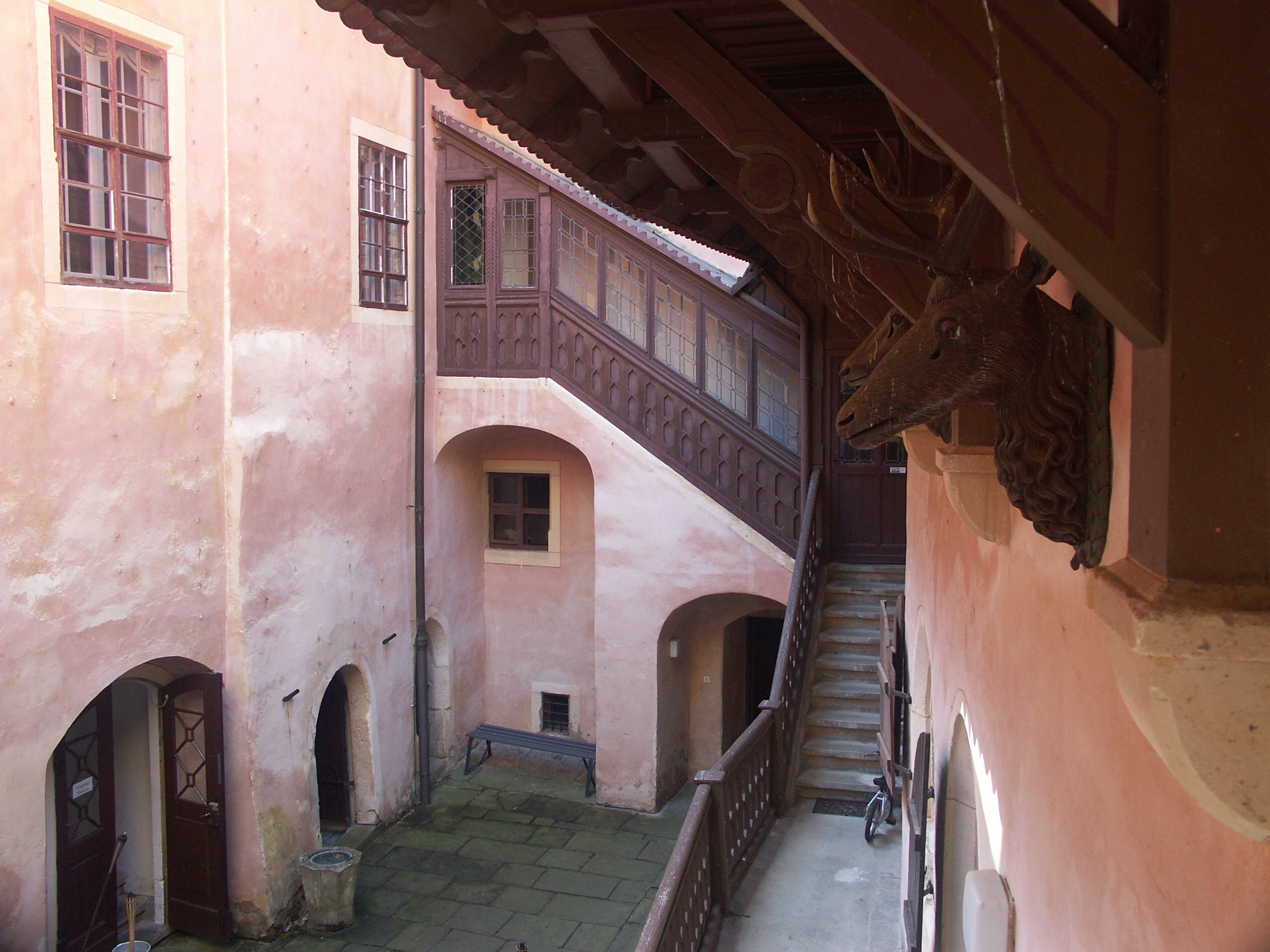
внутренний двор

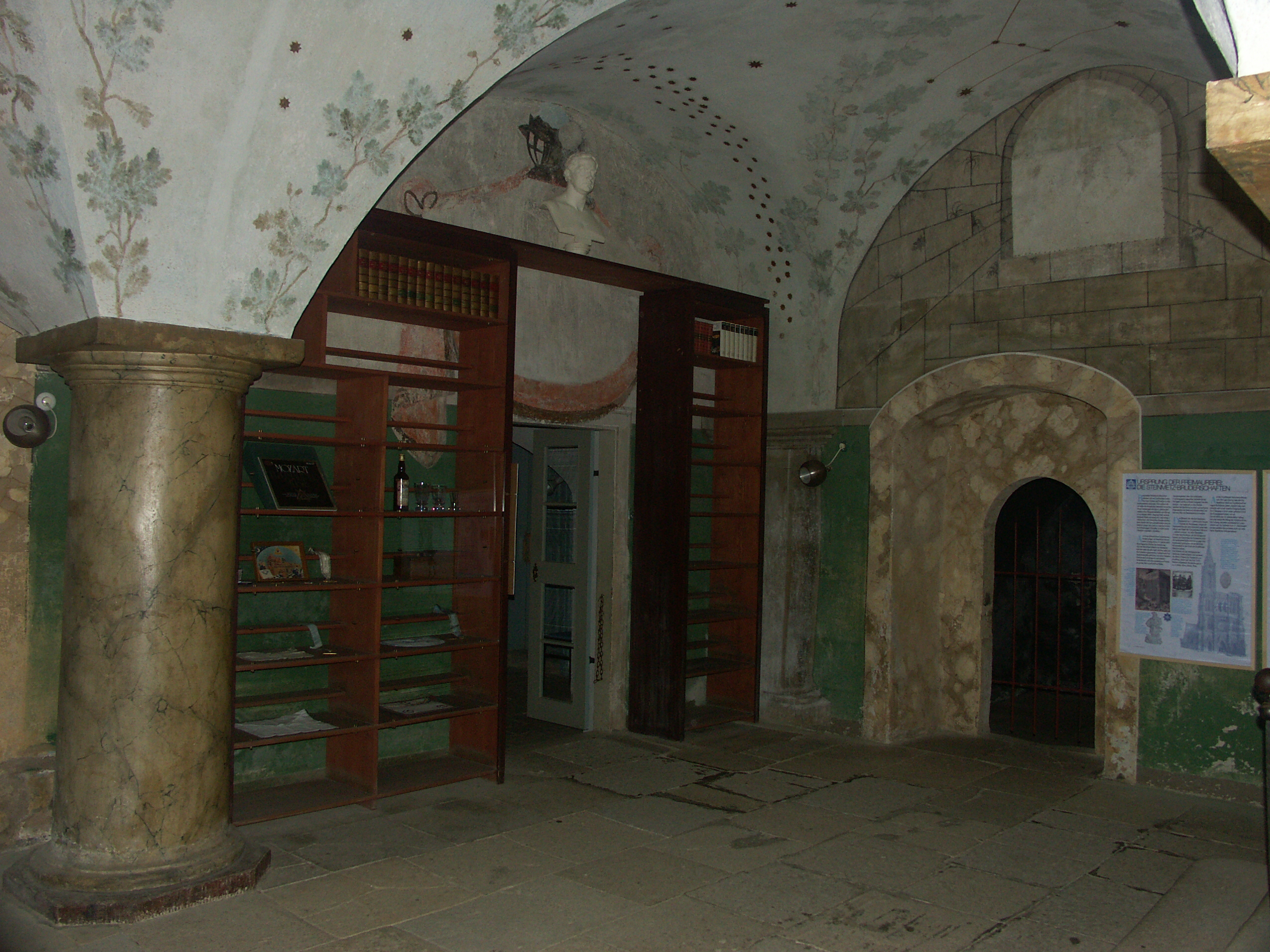
Масонская ложа

Первый замок, построенный между десятым и тринадцатым веком в качестве защитного укрепления на торговом пути из долины Эльбы в Богемию, был полностью разрушен в ходе гуситских войн между 1402 и 1429 годами. На его фундаменте Гюнтер Генрих фон Бюнау строят новый замок, от которого до нашего времени дошли ворота в Водном доме, арочное окно поздней готики и ворота во внутреннем дворе. Часовня в башне была построена в 1476, поскольку после паломнической поездки в Святую Землю Рудольф фон Бюнау получил разрешение проводить домашние богослужения.
Между 1519 и 1554 годами замок претерпел значительную реконструкцию и был расширен. Фронтоны эпохи Возрождения на Водном доме относятся к этому периоду.
В 1655 году новый владелец замка Детлев фон Ведельбуш и его зять Кристоф фон Биркхольц разбивают сад во французском стиле у подножия замка и строят купальню рядом с Водным домом. Кристоф фон Биркхольц декорирует внутренние помещения замка в стиле барокко.
Карл Август фон Карловиц, приобретя замок в 1774 году, тщательно его реконструировал, сохранив, однако, общую структуру замка. Так же он построил новую овцеводческую ферму, маслобойню, мельницу и теплицу. В 1786 году строится ландшафтный парк в английском стиле с беседкой. В 1789 году к ней пристраивают «кегельбан». В соответствии с духом времени Просвещения сыновья Августа фон Карловица, Карл Адольф и Ганс Георг, меняют стиль интретьера замка на ранне-романтический.
С 1796 по 1802 года Ганс Георг фон Карловиц перестраивает замок в неоготическом стиле, чтобы создать романтический «замок Кукукштайн». Верхнюю часть башни взрывают и перестраивают; также перестраивают часовню, портик и навершие башни. Внутри замка меняют планировку и проводят малярные, стекольные и столярные работы.
В 1851 году замок подвергся очередной реконструкции. В 1886—1889 годах большой внутренний двор принял тот вид, который мы можем видеть сейчас, а также был расширен «рыцарский зал». В 1906 году в малом дворе была построена деревянная галерея с кафедрой.

## Замок Кукукштайн сегодня
Замок в настоящее время считается редким архитектурным и историческим памятником. Элементы неоготики и раннего романтизма, а также декоративные архитектурные элементы «под старину», которые не несут практических функций (амбразуры, в которые нельзя стрелять, деревянные капители, иммитирующие камень, колонны, нарисованные на стенах) представляют собой уникальную иллюстрацию историзма, популярного в XIX веке.
С 1954 года в замке работает краеведческий музей.
В течение нескольких лет, начиная с 1895 года телевидение ГДР снимало в рыцарском зале замка телевизионную программу «Волшебник в замке Кукукштайн» с Питером Керстеном. С 1994 года в этом зале проводят церемонии регистрации брака и другие торжества.
Замок Kuckuckstein послужил фоном для экранизации сказки " Белоснежка и красная роза " в 2012 году.